# Uno-X Mobility
Uno-X Mobility (Kod UCI: UXM) – norweska zawodowa grupa kolarska należąca do dywizji UCI Professional Continental Teams.
Grupa powstała w 2017, będąc następcą funkcjonującej do końca sezonu 2016 norweskiej grupy Team Ringeriks-Kraft. Do końca sezonu 2019 należała do dywizji UCI Continental Teams, a od 2020 dołączyła do dywizji UCI Professional Continental Teams.

## Nazwa grupy w poszczególnych latach
| lata      | nazwa                            |
| --------- | -------------------------------- |
| 2017      | Uno-X Hydrogen Development Team  |
| 2018–2020 | Uno-X Norwegian Development Team |
| 2020–2023 | Uno-X Pro Cycling Team           |
| od 2024   | Uno-X Mobility                   |

## Sezony

### 2024

#### Skład
| Skład drużyny 2024                  | Skład drużyny 2024  | Skład drużyny 2024 | Skład drużyny 2024                        |
| Imię i nazwisko                     | Data urodzenia      | Państwo            | Poprzednia grupa                          |
| ----------------------------------- | ------------------- | ------------------ | ----------------------------------------- |
| Jonas Abrahamsen                    | 20 września 1995    | Norwegia           | Ringeriks-Kraft (2016)                    |
| Idar Andersen                       | 30 kwietnia 1999    | Norwegia           | Gauldal Sykleklubb (2017)                 |
| Louis Bendixen                      | 23 czerwca 1995     | Dania              | Team Coop (2022)                          |
| Erlend Blikra                       | 11 stycznia 1997    | Norwegia           | Team Coop (2019)                          |
| William Blume Levy                  | 14 stycznia 2001    | Dania              | ColoQuick (2021)                          |
| Carl-Frederik Bévort                | 24 listopada 2003   | Dania              | Uno-X DARE Development (2023)             |
| Magnus Cort Nielsen                 | 16 stycznia 1993    | Dania              | EF Education-EasyPost (2023)              |
| Fredrik Dversnes                    | 20 marca 1997       | Norwegia           | Team Coop (2021)                          |
| Stian Fredheim                      | 23 marca 2003       | Norwegia           | Uno-X DARE Development (2022)             |
| Tord Gudmestad                      | 8 maja 2001         | Norwegia           | Team Coop (2021)                          |
| Markus Hoelgaard                    | 4 października 1994 | Norwegia           | Lidl-Trek (2023)                          |
| Ådne Holter                         | 8 lipca 2000        | Norwegia           | Lillehammer Cykleklubb (2021)             |
| Jonas Iversby Hvideberg             | 9 lutego 1999       | Norwegia           | Team DSM-Firmenich (2023)                 |
| Anders Halland Johannessen          | 23 sierpnia 1999    | Norwegia           | Uno-X DARE Development (2021)             |
| Tobias Halland Johannessen          | 23 sierpnia 1999    | Norwegia           | Uno-X DARE Development (2021)             |
| Alexander Kristoff                  | 5 lipca 1987        | Norwegia           | Intermarché-Wanty-Gobert Matériaux (2022) |
| Johannes Kulset                     | 14 kwietnia 2004    | Norwegia           | Uno-X DARE Development (2023)             |
| Magnus Kulset                       | 18 sierpnia 2000    | Norwegia           | Uno-X DARE Development (2022)             |
| Niklas Larsen                       | 22 marca 1997       | Dania              | ColoQuick (2019)                          |
| Andreas Leknessund                  | 21 maja 1999        | Norwegia           | Team DSM-Firmenich (2023)                 |
| Sakarias Koller Løland              | 20 września 2001    | Norwegia           | Uno-X DARE Development (2023)             |
| Erik Nordsæter Resell               | 28 września 1996    | Norwegia           | Lillehammer Cykleklubb (2016)             |
| Marcus Sander Hansen                | 25 sierpnia 2000    | Dania              | Uno-X DARE Development (2022)             |
| Anders Skaarseth                    | 7 maja 1995         | Norwegia           | Joker Icopal (2017)                       |
| Rasmus Tiller                       | 28 lipca 1996       | Norwegia           | NTT Pro Cycling (2020)                    |
| Martin Urianstad                    | 6 lutego 1999       | Norwegia           | Stavanger Sykleklubb (2018)               |
| Rasmus Bøgh Wallin                  | 2 stycznia 1996     | Dania              | Restaurant Suri-Carl Ras (2023)           |
| Søren Wærenskjold                   | 12 marca 2000       | Norwegia           | Joker Fuel of Norway (2020)               |
| Sindre Kulset                       | 7 sierpnia 1998     | Norwegia           | Ringerike Sykkelklubb (2017)              |
| Odd Christian Eiking (8 lut–31 gru) | 28 grudnia 1994     | Norwegia           | EF Education-EasyPost (2023)              |
|                                     |                     |                    |                                           |
| Źródło: ProCyclingStats             |                     |                    |                                           |

#### Zwycięstwa
| Zwycięstwa       | Zwycięstwa                                        | Zwycięstwa       | Zwycięstwa | Zwycięstwa          | Zwycięstwa |
| Data             | Wyścig                                            | Państwo          | Kategoria  | Zwycięzca           |            |
| ---------------- | ------------------------------------------------- | ---------------- | ---------- | ------------------- | ---------- |
| 31 sty           | AlUla Tour, 2. etap                               | Arabia Saudyjska | 2.1        | Søren Wærenskjold   |            |
| 5 maj            | Elfstedenronde                                    | Belgia           | 1.1        | Alexander Kristoff  |            |
| 18 maj           | Veenendaal-Veenendaal Classic                     | Holandia         | 1.1        | Tord Gudmestad      |            |
| 19 maj           | Antwerp Port Epic                                 | Belgia           | 1.1        | Alexander Kristoff  |            |
| 26 maj           | Tour of Norway, 4. etap                           | Norwegia         | 2.Pro      | Alexander Kristoff  |            |
| 1 cze            | Heistse Pijl                                      | Belgia           | 1.1        | Alexander Kristoff  |            |
| 2 cze            | Brussels Cycling Classic                          | Belgia           | 1.Pro      | Jonas Abrahamsen    |            |
| 3 cze            | Critérium du Dauphiné, 2. etap                    | Francja          | 2.UWT      | Magnus Cort Nielsen |            |
| 12 cze           | Baloise Belgium Tour, 1. etap                     | Belgia           | 2.Pro      | Søren Wærenskjold   |            |
| 16 czerwca 2024  | Baloise Belgium Tour, klasyfikacja generalna      | Belgia           | 2.Pro      | Søren Wærenskjold   |            |
| 20 cze           | Mistrzostwa Norwegii – jazda indywidualna na czas | Norwegia         | CN         | Søren Wærenskjold   |            |
| 23 cze           | Mistrzostwa Norwegii – start wspólny              | Norwegia         | CN         | Markus Hoelgaard    |            |
| 6 lip            | Sibiu Cycling Tour, 1. etap                       | Rumunia          | 2.1        | Andreas Leknessund  |            |
| 24 lip           | Tour de Wallonie, 3. etap                         | Belgia           | 2.Pro      | Markus Hoelgaard    |            |
| 4 sie            | Arctic Race of Norway, 1. etap                    | Norwegia         | 2.Pro      | Alexander Kristoff  |            |
| 5 sie            | Arctic Race of Norway, 2. etap                    | Norwegia         | 2.Pro      | Alexander Kristoff  |            |
| 7 sierpnia 2024  | Arctic Race of Norway, klasyfikacja generalna     | Norwegia         | 2.Pro      | Magnus Cort Nielsen |            |
| 7 sie            | Arctic Race of Norway, 4. etap                    | Norwegia         | 2.Pro      | Magnus Cort Nielsen |            |
| 15 sie           | Danmark Rundt, 2. etap                            | Dania            | 2.Pro      | Magnus Cort Nielsen |            |
| 15 sie           | Tour of Leuven                                    | Belgia           | 1.1        | Markus Hoelgaard    |            |
| 20 sie           | Tour du Poitou-Charentes, 1. etap                 | Francja          | 2.1        | Fredrik Dversnes    |            |
| 22 sie           | Tour du Poitou-Charentes, 3. etap                 | Francja          | 2.1        | Søren Wærenskjold   |            |
| 23 sierpnia 2024 | Tour du Poitou-Charentes, klasyfikacja generalna  | Francja          | 2.1        | Søren Wærenskjold   |            |
| 1 paź            | Tour of Croatia, 1. etap                          | Chorwacja        | 2.1        | Alexander Kristoff  |            |
| 5 paź            | Tour of Croatia, 5. etap                          | Chorwacja        | 2.1        | Alexander Kristoff  |            |
| 20 paź           | Veneto Classic                                    | Włochy           | 1.Pro      | Magnus Cort Nielsen |            |

### 2023

#### Skład
| Skład drużyny 2023         | Skład drużyny 2023 | Skład drużyny 2023 | Skład drużyny 2023                        |
| Imię i nazwisko            | Data urodzenia     | Państwo            | Poprzednia grupa                          |
| -------------------------- | ------------------ | ------------------ | ----------------------------------------- |
| Jonas Abrahamsen           | 20 września 1995   | Norwegia           | Ringeriks-Kraft (2016)                    |
| Idar Andersen              | 30 kwietnia 1999   | Norwegia           | Gauldal Sykleklubb (2017)                 |
| Louis Bendixen             | 23 czerwca 1995    | Dania              | Team Coop (2022)                          |
| Erlend Blikra              | 11 stycznia 1997   | Norwegia           | Team Coop (2019)                          |
| Anthon Charmig             | 25 marca 1998      | Dania              | Uno-X DARE Development (2021)             |
| Fredrik Dversnes           | 20 marca 1997      | Norwegia           | Team Coop (2021)                          |
| Niklas Eg                  | 6 stycznia 1995    | Dania              | Trek-Segafredo (2021)                     |
| Stian Fredheim             | 23 marca 2003      | Norwegia           | Uno-X DARE Development (2022)             |
| Jonas Gregaard             | 30 lipca 1996      | Dania              | Astana-Premier Tech (2021)                |
| Tord Gudmestad             | 8 maja 2001        | Norwegia           | Team Coop (2021)                          |
| Kristoffer Halvorsen       | 13 kwietnia 1996   | Norwegia           | EF Pro Cycling (2020)                     |
| Lasse Norman Leth          | 11 lutego 1992     | Dania              | Qhubeka NextHash (2021)                   |
| Jacob Hindsgaul Madsen     | 14 lipca 2000      | Dania              | ColoQuick (2019)                          |
| Ådne Holter                | 8 lipca 2000       | Norwegia           | Lillehammer Cykleklubb (2021)             |
| Anders Halland Johannessen | 23 sierpnia 1999   | Norwegia           | Uno-X DARE Development (2021)             |
| Tobias Halland Johannessen | 23 sierpnia 1999   | Norwegia           | Uno-X DARE Development (2021)             |
| Alexander Kristoff         | 5 lipca 1987       | Norwegia           | Intermarché-Wanty-Gobert Matériaux (2022) |
| Magnus Kulset              | 18 sierpnia 2000   | Norwegia           | Uno-X DARE Development (2022)             |
| Sindre Kulset              | 7 sierpnia 1998    | Norwegia           | Ringerike Sykkelklubb (2017)              |
| Niklas Larsen              | 22 marca 1997      | Dania              | ColoQuick (2019)                          |
| William Blume Levy         | 14 stycznia 2001   | Dania              | ColoQuick (2021)                          |
| Erik Nordsæter Resell      | 28 września 1996   | Norwegia           | Lillehammer Cykleklubb (2016)             |
| Marcus Sander Hansen       | 25 sierpnia 2000   | Dania              | Uno-X DARE Development (2022)             |
| Anders Skaarseth           | 7 maja 1995        | Norwegia           | Joker Icopal (2017)                       |
| Rasmus Tiller              | 28 lipca 1996      | Norwegia           | NTT Pro Cycling (2020)                    |
| Torstein Træen             | 16 lipca 1995      | Norwegia           | Ringeriks-Kraft (2016)                    |
| Martin Urianstad           | 6 lutego 1999      | Norwegia           | Stavanger Sykleklubb (2018)               |
| Søren Wærenskjold          | 12 marca 2000      | Norwegia           | Joker Fuel of Norway (2020)               |
|                            |                    |                    |                                           |
| Źródło: ProCyclingStats    |                    |                    |                                           |

#### Zwycięstwa
| Zwycięstwa       | Zwycięstwa                                        | Zwycięstwa       | Zwycięstwa | Zwycięstwa                 | Zwycięstwa |
| Data             | Wyścig                                            | Państwo          | Kategoria  | Zwycięzca                  |            |
| ---------------- | ------------------------------------------------- | ---------------- | ---------- | -------------------------- | ---------- |
| 1 lut            | AlUla Tour, 3. etap                               | Arabia Saudyjska | 2.1        | Søren Wærenskjold          |            |
| 15 lut           | Volta ao Algarve, 1. etap                         | Portugalia       | 2.Pro      | Alexander Kristoff         |            |
| 31 mar           | Route Adélie de Vitré                             | Francja          | 1.1        | Fredrik Dversnes           |            |
| 5 kwi            | Région Pays de la Loire Tour, 2. etap             | Francja          | 2.1        | Erlend Blikra              |            |
| 7 kwi            | Région Pays de la Loire Tour, 4. etap             | Francja          | 2.1        | Fredrik Dversnes           |            |
| 29 maj           | Tour of Norway, 3. etap                           | Norwegia         | 2.Pro      | Alexander Kristoff         |            |
| 10 cze           | Dwars door het Hageland                           | Belgia           | 1.Pro      | Rasmus Tiller              |            |
| 16 cze           | Mistrzostwa Norwegii – jazda indywidualna na czas | Norwegia         | CN         | Søren Wærenskjold          |            |
| 16 cze           | Baloise Belgium Tour, 3. etap                     | Belgia           | 2.Pro      | Søren Wærenskjold          |            |
| 25 cze           | Mistrzostwa Norwegii – start wspólny              | Norwegia         | CN         | Fredrik Dversnes           |            |
| 15 sie           | Danmark Rundt, 1. etap                            | Dania            | 2.Pro      | Søren Wærenskjold          |            |
| 22 sie           | Tour du Poitou-Charentes, 1. etap                 | Francja          | 2.1        | Søren Wærenskjold          |            |
| 25 sierpnia 2023 | Tour du Poitou-Charentes, klasyfikacja generalna  | Francja          | 2.1        | Søren Wærenskjold          |            |
| 9 wrz            | Tour of Britain, 7. etap                          | Wielka Brytania  | 2.Pro      | Rasmus Tiller              |            |
| 24 wrz           | Tour de Luxembourg, 5. etap                       | Luksemburg       | 2.Pro      | Tobias Halland Johannessen |            |

### 2022

#### Skład
| Skład drużyny 2022         | Skład drużyny 2022  | Skład drużyny 2022 | Skład drużyny 2022            |
| Imię i nazwisko            | Data urodzenia      | Państwo            | Poprzednia grupa              |
| -------------------------- | ------------------- | ------------------ | ----------------------------- |
| Jonas Abrahamsen           | 20 września 1995    | Norwegia           | Ringeriks-Kraft (2016)        |
| Idar Andersen              | 30 kwietnia 1999    | Norwegia           | Gauldal Sykleklubb (2017)     |
| Erlend Blikra              | 11 stycznia 1997    | Norwegia           | Team Coop (2019)              |
| Anthon Charmig             | 25 marca 1998       | Dania              | Uno-X DARE Development (2021) |
| Fredrik Dversnes           | 20 marca 1997       | Norwegia           | Team Coop (2021)              |
| Niklas Eg                  | 6 stycznia 1995     | Dania              | Trek-Segafredo (2021)         |
| Jonas Gregaard             | 30 lipca 1996       | Dania              | Astana-Premier Tech (2021)    |
| Tord Gudmestad             | 8 maja 2001         | Norwegia           | Team Coop (2021)              |
| Kristoffer Halvorsen       | 13 kwietnia 1996    | Norwegia           | EF Pro Cycling (2020)         |
| Lasse Norman Leth          | 11 lutego 1992      | Dania              | Qhubeka NextHash (2021)       |
| Jacob Hindsgaul Madsen     | 14 lipca 2000       | Dania              | ColoQuick (2019)              |
| Ådne Holter                | 8 lipca 2000        | Norwegia           | Lillehammer Cykleklubb (2021) |
| Morten Hulgaard            | 23 sierpnia 1998    | Dania              | ColoQuick (2019)              |
| Anders Halland Johannessen | 23 sierpnia 1999    | Norwegia           | Uno-X DARE Development (2021) |
| Tobias Halland Johannessen | 23 sierpnia 1999    | Norwegia           | Uno-X DARE Development (2021) |
| Kristian Kulset            | 1 października 1995 | Norwegia           | Ringeriks-Kraft (2016)        |
| Sindre Kulset              | 7 sierpnia 1998     | Norwegia           | Ringerike Sykkelklubb (2017)  |
| Niklas Larsen              | 22 marca 1997       | Dania              | ColoQuick (2019)              |
| William Blume Levy         | 14 stycznia 2001    | Dania              | ColoQuick (2021)              |
| Erik Nordsæter Resell      | 28 września 1996    | Norwegia           | Lillehammer Cykleklubb (2016) |
| Lars Saugstad              | 28 maja 1997        | Norwegia           |                               |
| Anders Skaarseth           | 7 maja 1995         | Norwegia           | Joker Icopal (2017)           |
| Iver Skaarseth             | 15 marca 1998       | Norwegia           | Lillehammer Cykleklubb (2017) |
| Torjus Sleen               | 30 marca 1997       | Norwegia           | Lillehammer Cykleklubb (2016) |
| Rasmus Tiller              | 28 lipca 1996       | Norwegia           | NTT Pro Cycling (2020)        |
| Torstein Træen             | 16 lipca 1995       | Norwegia           | Ringeriks-Kraft (2016)        |
| Martin Urianstad           | 6 lutego 1999       | Norwegia           | Stavanger Sykleklubb (2018)   |
| Søren Wærenskjold          | 12 marca 2000       | Norwegia           | Joker Fuel of Norway (2020)   |
| Syver Wærsted              | 8 sierpnia 1996     | Norwegia           | Ringeriks-Kraft (2016)        |
|                            |                     |                    |                               |
| Źródło: ProCyclingStats    |                     |                    |                               |

#### Zwycięstwa
| Zwycięstwa     | Zwycięstwa                                              | Zwycięstwa | Zwycięstwa | Zwycięstwa                 | Zwycięstwa |
| Data           | Wyścig                                                  | Państwo    | Kategoria  | Zwycięzca                  |            |
| -------------- | ------------------------------------------------------- | ---------- | ---------- | -------------------------- | ---------- |
| 30 sty         | Grand Prix Megasaray                                    | Turcja     | 1.2        | Tord Gudmestad             |            |
| 5 lut          | Étoile de Bessèges, 4. etap                             | Francja    | 2.1        | Tobias Halland Johannessen |            |
| 12 lut         | Tour of Oman, 3. etap                                   | Oman       | 2.Pro      | Anthon Charmig             |            |
| 12 lut         | Tour of Antalya, 3. etap                                | Turcja     | 2.1        | Jacob Hindsgaul Madsen     |            |
| 13 lutego 2022 | Tour of Antalya, klasyfikacja generalna                 | Turcja     | 2.1        | Jacob Hindsgaul Madsen     |            |
| 22 maj         | Boucles de l’Aulne                                      | Francja    | 1.1        | Idar Andersen              |            |
| 19 cze         | Norway National Road Cycling Championships - Men U23 RR | Norwegia   | CN         | Søren Wærenskjold          |            |
| 26 cze         | Mistrzostwa Norwegii – start wspólny                    | Norwegia   | CN         | Rasmus Tiller              |            |
| 19 wrz         | Mistrzostwa świata U23 – jazda indywidualna na czas     | Australia  | CM         | Søren Wærenskjold          |            |
| 16 paź         | Tour de Langkawi, 6. etap                               | Malezja    | 2.Pro      | Erlend Blikra              |            |

### 2021

#### Skład
| Skład drużyny 2021      | Skład drużyny 2021  | Skład drużyny 2021 | Skład drużyny 2021            |
| Imię i nazwisko         | Data urodzenia      | Państwo            | Poprzednia grupa              |
| ----------------------- | ------------------- | ------------------ | ----------------------------- |
| Jonas Abrahamsen        | 20 września 1995    | Norwegia           | Ringeriks-Kraft (2016)        |
| Idar Andersen           | 30 kwietnia 1999    | Norwegia           | Gauldal Sykleklubb (2017)     |
| Erlend Blikra           | 11 stycznia 1997    | Norwegia           | Team Coop (2019)              |
| Kristoffer Halvorsen    | 13 kwietnia 1996    | Norwegia           | EF Pro Cycling (2020)         |
| Jacob Hindsgaul Madsen  | 14 lipca 2000       | Dania              | ColoQuick (2019)              |
| Daniel Hoelgaard        | 1 lipca 1993        | Norwegia           | Groupama-FDJ (2019)           |
| Markus Hoelgaard        | 4 października 1994 | Norwegia           | Joker Icopal (2018)           |
| Morten Hulgaard         | 23 sierpnia 1998    | Dania              | ColoQuick (2019)              |
| Jonas Iversby Hvideberg | 9 lutego 1999       | Norwegia           |                               |
| Julius Johansen         | 13 września 1999    | Dania              | ColoQuick (2019)              |
| Kristian Kulset         | 1 października 1995 | Norwegia           | Ringeriks-Kraft (2016)        |
| Sindre Kulset           | 7 sierpnia 1998     | Norwegia           | Ringerike Sykkelklubb (2017)  |
| Niklas Larsen           | 22 marca 1997       | Dania              | ColoQuick (2019)              |
| Johan Price-Pejtersen   | 26 maja 1999        | Dania              | ColoQuick (2020)              |
| Erik Nordsæter Resell   | 28 września 1996    | Norwegia           | Lillehammer Cykleklubb (2016) |
| Frederik Madsen         | 22 stycznia 1998    | Dania              | ColoQuick (2019)              |
| Lars Saugstad           | 28 maja 1997        | Norwegia           |                               |
| Iver Skaarseth          | 15 marca 1998       | Norwegia           | Lillehammer Cykleklubb (2017) |
| Anders Skaarseth        | 7 maja 1995         | Norwegia           | Joker Icopal (2017)           |
| Torjus Sleen            | 30 marca 1997       | Norwegia           | Lillehammer Cykleklubb (2016) |
| Rasmus Tiller           | 28 lipca 1996       | Norwegia           | NTT Pro Cycling (2020)        |
| Torstein Træen          | 16 lipca 1995       | Norwegia           | Ringeriks-Kraft (2016)        |
| Martin Urianstad        | 6 lutego 1999       | Norwegia           | Stavanger Sykleklubb (2018)   |
| Søren Wærenskjold       | 12 marca 2000       | Norwegia           | Joker Fuel of Norway (2020)   |
| Syver Wærsted           | 8 sierpnia 1996     | Norwegia           | Ringeriks-Kraft (2016)        |
|                         |                     |                    |                               |
| Źródło: ProCyclingStats |                     |                    |                               |

#### Zwycięstwa
| Zwycięstwa   | Zwycięstwa                                          | Zwycięstwa | Zwycięstwa | Zwycięstwa                 | Zwycięstwa |
| Data         | Wyścig                                              | Państwo    | Kategoria  | Zwycięzca                  |            |
| ------------ | --------------------------------------------------- | ---------- | ---------- | -------------------------- | ---------- |
| 27 maj       | Tour de la Mirabelle, prolog                        | Francja    | 2.2        | Idar Andersen              |            |
| 30 maj       | Tour de la Mirabelle, 3. etap                       | Francja    | 2.2        | Erlend Blikra              |            |
| 30 maj       | Fyen Rundt                                          | Dania      | 1.2        | Niklas Larsen              |            |
| 30 maja 2021 | Tour de la Mirabelle, klasyfikacja generalna        | Francja    | 2.2        | Idar Andersen              |            |
| 5 cze        | Dwars door het Hageland                             | Belgia     | 1.Pro      | Rasmus Tiller              |            |
| 5 sie        | Arctic Race of Norway, 1. etap                      | Norwegia   | 2.Pro      | Markus Hoelgaard           |            |
| 7 sie        | Czech Tour, 3. etap                                 | Czechy     | 2.1        | Tobias Halland Johannessen |            |
| 8 sie        | Czech Tour, 4. etap                                 | Czechy     | 2.1        | Tobias Halland Johannessen |            |
| 18 wrz       | Okolo Slovenska, 3. etap                            | Słowacja   | 2.1        | Kristoffer Halvorsen       |            |
| 20 wrz       | Mistrzostwa świata U23 – jazda indywidualna na czas | Belgia     | CM         | Johan Price-Pejtersen      |            |
| 2 paź        | Lillehammer Grand Prix                              | Norwegia   | 1.2        | Idar Andersen              |            |
| 10 paź       | Paris–Tours Espoirs                                 | Francja    | 1.2U       | Jonas Iversby Hvideberg    |            |
| 16 paź       | Mistrzostwa Danii U23 – jazda indywidualna na czas  | Dania      | CN         | Johan Price-Pejtersen      |            |

### 2020

#### Skład
| Skład drużyny 2020                   | Skład drużyny 2020  | Skład drużyny 2020 | Skład drużyny 2020            |
| Imię i nazwisko                      | Data urodzenia      | Państwo            | Poprzednia grupa              |
| ------------------------------------ | ------------------- | ------------------ | ----------------------------- |
| Jonas Abrahamsen                     | 20 września 1995    | Norwegia           | Ringeriks-Kraft (2016)        |
| Idar Andersen                        | 30 kwietnia 1999    | Norwegia           | Gauldal Sykleklubb (2017)     |
| Erlend Blikra                        | 11 stycznia 1997    | Norwegia           | Team Coop (2019)              |
| Jacob Hindsgaul Madsen               | 14 lipca 2000       | Dania              | ColoQuick (2019)              |
| Daniel Hoelgaard                     | 1 lipca 1993        | Norwegia           | Groupama-FDJ (2019)           |
| Markus Hoelgaard                     | 4 października 1994 | Norwegia           | Joker Icopal (2018)           |
| Morten Hulgaard                      | 23 sierpnia 1998    | Dania              | ColoQuick (2019)              |
| Jonas Iversby Hvideberg              | 9 lutego 1999       | Norwegia           |                               |
| Julius Johansen                      | 13 września 1999    | Dania              | ColoQuick (2019)              |
| Kristian Kulset                      | 1 października 1995 | Norwegia           | Ringeriks-Kraft (2016)        |
| Sindre Kulset                        | 7 sierpnia 1998     | Norwegia           | Ringerike Sykkelklubb (2017)  |
| Niklas Larsen                        | 22 marca 1997       | Dania              | ColoQuick (2019)              |
| Andreas Leknessund                   | 21 maja 1999        | Norwegia           | Ringerike Sykkelklubb (2018)  |
| Erik Nordsæter Resell                | 28 września 1996    | Norwegia           | Lillehammer Cykleklubb (2016) |
| Frederik Madsen                      | 22 stycznia 1998    | Dania              | ColoQuick (2019)              |
| Lars Saugstad                        | 28 maja 1997        | Norwegia           |                               |
| Iver Skaarseth                       | 15 marca 1998       | Norwegia           | Lillehammer Cykleklubb (2017) |
| Anders Skaarseth                     | 7 maja 1995         | Norwegia           | Joker Icopal (2017)           |
| Torjus Sleen                         | 30 marca 1997       | Norwegia           | Lillehammer Cykleklubb (2016) |
| Torstein Træen                       | 16 lipca 1995       | Norwegia           | Ringeriks-Kraft (2016)        |
| Martin Urianstad                     | 6 lutego 1999       | Norwegia           | Stavanger Sykleklubb (2018)   |
| Syver Wærsted                        | 8 sierpnia 1996     | Norwegia           | Ringeriks-Kraft (2016)        |
| Johan Price-Pejtersen (1 sie–31 gru) | 26 maja 1999        | Dania              | ColoQuick (2020)              |
|                                      |                     |                    |                               |
| Źródło: ProCyclingStats              |                     |                    |                               |

#### Zwycięstwa
| Zwycięstwa           | Zwycięstwa                                                       | Zwycięstwa | Zwycięstwa | Zwycięstwa         | Zwycięstwa |
| Data                 | Wyścig                                                           | Państwo    | Kategoria  | Zwycięzca          |            |
| -------------------- | ---------------------------------------------------------------- | ---------- | ---------- | ------------------ | ---------- |
| 1 mar                | International Rhodes Grand Prix                                  | Grecja     | 1.2        | Erlend Blikra      |            |
| 10 lip               | Bjergløbet                                                       | Dania      | NE         | Morten Hulgaard    |            |
| 4 wrz                | Bałtyk-Karkonosze Tour, 2. etap                                  | Polska     | 2.2        | Frederik Madsen    |            |
| 4 wrz                | Hafjell TT                                                       | Norwegia   | 1.2        | Andreas Leknessund |            |
| 5 wrz                | Lillehammer Grand Prix                                           | Norwegia   | 1.2        | Andreas Leknessund |            |
| 12 wrz               | Mistrzostwa Danii U23 – jazda indywidualna na czas               | Dania      | CN         | Julius Johansen    |            |
| 13 wrz               | Mistrzostwa Danii U23 – start wspólny                            | Dania      | CN         | Julius Johansen    |            |
| 19 wrz               | Małopolski Wyścig Górski, 2. etap                                | Polska     | 2.2        | Jonas Abrahamsen   |            |
| 20 wrz               | Małopolski Wyścig Górski, 3. etap                                | Polska     | 2.2        | Torstein Træen     |            |
| 11 października 2020 | Giro della Regione Friuli Venezia Giulia, klasyfikacja generalna | Włochy     | 2.2        | Andreas Leknessund |            |

### 2019

#### Skład
| Skład drużyny 2019                   | Skład drużyny 2019  | Skład drużyny 2019 | Skład drużyny 2019            |
| Imię i nazwisko                      | Data urodzenia      | Państwo            | Poprzednia grupa              |
| ------------------------------------ | ------------------- | ------------------ | ----------------------------- |
| Jonas Abrahamsen                     | 20 września 1995    | Norwegia           | Ringeriks-Kraft (2016)        |
| Idar Andersen                        | 30 kwietnia 1999    | Norwegia           | Gauldal Sykleklubb (2017)     |
| Tobias Foss                          | 25 maja 1997        | Norwegia           | Joker Icopal (2017)           |
| Andre Heggø (1 sie–31 gru, stażysta) | 15 lutego 2000      | Norwegia           |                               |
| Markus Hoelgaard                     | 4 października 1994 | Norwegia           | Joker Icopal (2018)           |
| Ådne Holter (1 sie–31 gru, stażysta) | 8 lipca 2000        | Norwegia           |                               |
| Jonas Iversby Hvideberg              | 9 lutego 1999       | Norwegia           |                               |
| Kristian Kulset                      | 1 października 1995 | Norwegia           | Ringeriks-Kraft (2016)        |
| Sindre Kulset                        | 7 sierpnia 1998     | Norwegia           | Ringerike Sykkelklubb (2017)  |
| Andreas Leknessund                   | 21 maja 1999        | Norwegia           | Ringerike Sykkelklubb (2018)  |
| Erik Nordsæter Resell                | 28 września 1996    | Norwegia           | Lillehammer Cykleklubb (2016) |
| Lars Saugstad                        | 28 maja 1997        | Norwegia           |                               |
| Iver Skaarseth                       | 15 marca 1998       | Norwegia           | Lillehammer Cykleklubb (2017) |
| Anders Skaarseth                     | 7 maja 1995         | Norwegia           | Joker Icopal (2017)           |
| Kristoffer Skjerping                 | 4 maja 1993         | Norwegia           | Joker Icopal (2018)           |
| Torjus Sleen                         | 30 marca 1997       | Norwegia           | Lillehammer Cykleklubb (2016) |
| Torstein Træen                       | 16 lipca 1995       | Norwegia           | Ringeriks-Kraft (2016)        |
| Martin Urianstad                     | 6 lutego 1999       | Norwegia           | Stavanger Sykleklubb (2018)   |
|                                      |                     |                    |                               |
| Źródło: ProCyclingStats              |                     |                    |                               |

Przypis: Andre Heggø missing qualifiers by rider

#### Zwycięstwa
| Zwycięstwa | Zwycięstwa                     | Zwycięstwa | Zwycięstwa | Zwycięstwa           | Zwycięstwa |
| Data       | Wyścig                         | Państwo    | Kategoria  | Zwycięzca            |            |
| ---------- | ------------------------------ | ---------- | ---------- | -------------------- | ---------- |
| 12 maj     | Ringerike Grand Prix           | Norwegia   | 1.2        | Kristoffer Skjerping |            |
| 18 sie     | Arctic Race of Norway, 4. etap | Norwegia   | 2.HC       | Markus Hoelgaard     |            |
| 8 wrz      | Gylne Gutuer                   | Norwegia   | 1.2        | Kristoffer Skjerping |            |

### 2018

#### Skład
| Skład drużyny 2018                        | Skład drużyny 2018  | Skład drużyny 2018 | Skład drużyny 2018            |
| Imię i nazwisko                           | Data urodzenia      | Państwo            | Poprzednia grupa              |
| ----------------------------------------- | ------------------- | ------------------ | ----------------------------- |
| Jonas Abrahamsen                          | 20 września 1995    | Norwegia           | Ringeriks-Kraft (2016)        |
| Tobias Foss                               | 25 maja 1997        | Norwegia           | Joker Icopal (2017)           |
| Sondre Kristiansen                        | 2 czerwca 1993      | Norwegia           |                               |
| Kristian Kulset                           | 1 października 1995 | Norwegia           | Ringeriks-Kraft (2016)        |
| Erik Nordsæter Resell                     | 28 września 1996    | Norwegia           | Lillehammer Cykleklubb (2016) |
| Hans Kristian Rudland                     | 16 kwietnia 1997    | Norwegia           |                               |
| Lars Saugstad                             | 28 maja 1997        | Norwegia           |                               |
| Anders Skaarseth (1 sty–31 lip)           | 7 maja 1995         | Norwegia           | Joker Icopal (2017)           |
| Torjus Sleen                              | 30 marca 1997       | Norwegia           | Lillehammer Cykleklubb (2016) |
| Torstein Træen                            | 16 lipca 1995       | Norwegia           | Ringeriks-Kraft (2016)        |
| Sedrik Ullebø (1 sty–31 maj)              | 21 kwietnia 1998    | Norwegia           |                               |
| Syver Wærsted                             | 8 sierpnia 1996     | Norwegia           | Ringeriks-Kraft (2016)        |
| Andreas Leknessund (11 maj–31 gru)        | 21 maja 1999        | Norwegia           | Ringerike Sykkelklubb (2018)  |
| Iver Skaarseth                            | 15 marca 1998       | Norwegia           | Lillehammer Cykleklubb (2017) |
| Sindre Kulset                             | 7 sierpnia 1998     | Norwegia           | Ringerike Sykkelklubb (2017)  |
| Jonas Iversby Hvideberg (13 cze–31 gru)   | 9 lutego 1999       | Norwegia           |                               |
| Idar Andersen (30 cze–31 gru)             | 30 kwietnia 1999    | Norwegia           | Gauldal Sykleklubb (2017)     |
| Martin Urianstad (1 sie–31 gru, stażysta) | 6 lutego 1999       | Norwegia           | Stavanger Sykleklubb (2018)   |
|                                           |                     |                    |                               |
| Źródło: ProCyclingStats                   |                     |                    |                               |

#### Zwycięstwa
| Zwycięstwa | Zwycięstwa                     | Zwycięstwa | Zwycięstwa | Zwycięstwa            | Zwycięstwa |
| Data       | Wyścig                         | Państwo    | Kategoria  | Zwycięzca             |            |
| ---------- | ------------------------------ | ---------- | ---------- | --------------------- | ---------- |
| 11 mar     | Tour of Rhodes, 3. etap        | Grecja     | 2.2        | Syver Wærsted         |            |
| 6 maj      | Ringerike Grand Prix           | Norwegia   | 1.2        | Syver Wærsted         |            |
| 30 cze     | Omloop Het Nieuwsblad Beloften | Belgia     | 1.2        | Erik Nordsæter Resell |            |

### 2017

#### Skład
| Skład drużyny 2017      | Skład drużyny 2017  | Skład drużyny 2017 | Skład drużyny 2017            |
| Imię i nazwisko         | Data urodzenia      | Państwo            | Poprzednia grupa              |
| ----------------------- | ------------------- | ------------------ | ----------------------------- |
| Jonas Abrahamsen        | 20 września 1995    | Norwegia           | Ringeriks-Kraft (2016)        |
| Audun Brekke Fløtten    | 20 sierpnia 1990    | Norwegia           | Ringeriks-Kraft (2016)        |
| Sondre Kristiansen      | 2 czerwca 1993      | Norwegia           |                               |
| Kristian Kulset         | 1 października 1995 | Norwegia           | Ringeriks-Kraft (2016)        |
| Erik Nordsæter Resell   | 28 września 1996    | Norwegia           | Lillehammer Cykleklubb (2016) |
| Hans Kristian Rudland   | 16 kwietnia 1997    | Norwegia           |                               |
| Lars Saugstad           | 28 maja 1997        | Norwegia           |                               |
| Torjus Sleen            | 30 marca 1997       | Norwegia           | Lillehammer Cykleklubb (2016) |
| Torstein Træen          | 16 lipca 1995       | Norwegia           | Ringeriks-Kraft (2016)        |
| Sedrik Ullebø           | 21 kwietnia 1998    | Norwegia           |                               |
| Syver Wærsted           | 8 sierpnia 1996     | Norwegia           | Ringeriks-Kraft (2016)        |
|                         |                     |                    |                               |
| Źródło: ProCyclingStats |                     |                    |                               |

#### Zwycięstwa
| Zwycięstwa | Zwycięstwa | Zwycięstwa | Zwycięstwa | Zwycięstwa           | Zwycięstwa |
| Data       | Wyścig     | Państwo    | Kategoria  | Zwycięzca            |            |
| ---------- | ---------- | ---------- | ---------- | -------------------- | ---------- |
| 10 cze     | Fyen Rundt | Dania      | 1.2        | Audun Brekke Fløtten |            |